# William Cuffay
William Cuffay (1788-29 juillet 1870) est un leader chartiste londonien.
Descendant d'esclave africain, fils d'un affranchi cuisinier dans la Royal Navy, William Cuffay devint ouvrier-tailleur. Il s'engagea dans la lutte sociale en 1834. Il s'impliqua ensuite dans le mouvement chartiste, au point d'en devenir un des leaders. De plus en plus radicalisé, et tenant de la manière forte, il fut arrêté en août 1848. Déporté en Tasmanie, d'abord au bagne puis gracié, il y finit sa vie dans la misère.

## Biographie

### Famille et jeunesse
Le patronyme « Cuffay » (anglicisation de « Kofi »), dont la graphie varia mais que William Cuffay fixa ainsi, permet de penser qu'un des grands-pères de William Cuffay serait né au Ghana où « Cuffay » était le nom donné en langue twi à un garçon né un vendredi. Il aurait ensuite été déporté comme esclave à Saint-Christophe où son fils, le père de William Cuffay, serait né,.
Le père de William Cuffay était un ancien esclave devenu cuisinier de la Royal Navy. Il quitta St Kitts avec son épouse dans les premiers mois de 1788. William Cuffay serait alors né soit en mer soit à Chatham (Kent), ville de chantiers navals de la Navy, après l'arrivée du navire de ses parents. Sur la fin de sa vie, Cuffay déclarait être né à Chatham. Il fut baptisé dans cette ville le 6 juillet 1788. Il naquit avec les membres et la colonne vertébrale déformés,,, ce qui lui valut de nombreuses attaques personnelles de la part de ses adversaires politiques au cours de sa vie,. Il est impossible de savoir si William Cuffay parlait la langue de ses parents. Dans sa satire de Cuffay dans son numéro de Punch à Noël 1848, William Thackeray lui donne un accent proche de celui des cockneys.

### Chef de file chartiste
William Cuffay devint ouvrier-tailleur, emploi qu'il exerça toute sa vie. Il était décrit comme un excellent ouvrier, travailleur et fiable. Il était aussi considéré comme un bon danseur et un bon chanteur lors des activités de sociabilité ouvrière. Enfin, il était grand lecteur.
Il participa à la grande grève organisée par les tailleurs de Londres en 1834 pour réclamer une diminution du temps de travail. Il perdit son emploi après la défaite du mouvement. Il se radicalisa alors. Lors de la première vague chartiste en 1839, il contribua à la création de la Metropolitan Tailor's Charter Association, une organisation syndicale en faveur de la Charte populaire,.
Il devint alors un des leaders du mouvement chartiste, d'abord localement à Londres : en 1841 il fut élu pour Westminster au conseil des délégués de la capitale (Metropolitan District Council). L'année suivante, il en devint le trésorier. Il fut aussi l'un des cinq membres de l'exécutif national désigné pour prendre la relève des leaders précédents alors en prison,. Cuffay participa alors au sauvetage du comité national touché par cette grave crise. En 1845, il fut membre du comité qui conseillait Thomas Slingsby Duncombe (en) dans sa lutte parlementaire contre le renforcement de la loi régissant les relations employeur-employé (Master and Servant Act). Il organisa même la soirée célébrant la victoire de Duncombe. En 1845 et 1846, il participa à la direction de la National Land Company fondée par Feargus O'Connor. Encore en 1846, il fut membre de la direction de la National Anti-Militia Association (Association nationale contre la milice) et du Democratic Committee for Poland’s Regeneration (Comité démocratique pour la Renaissance de la Pologne),. Enfin, il présida la commission d'enquête chartiste sur les mauvais conseils que McDouall aurait délibérément donnés aux prisonniers chartistes en 1841.
En 1848, alors que se produisait la révolution de février en France, William Cuffay appela à la mise en place d'une république en Grande-Bretagne puisque les revendications chartistes étaient rejetées par le régime britannique d'alors. Il participa à l'organisation du grand rassemblement chartiste de Kennington Common du 10 avril 1848 destiné à porter la troisième pétition chartiste au Parlement. Les autorités interdirent le défilé vers Westminster. O'Connor appela à la dispersion, décevant alors Cuffay, un des principaux partisans de l'« action physique » pour faire avancer les idées chartistes,,.
Fin avril, la convention nationale chartiste fut dissoute et remplacée par une assemblée nationale chartiste chargée de rédiger un mémoire demandant à la reine Victoria de renvoyer son gouvernement. William Cuffay ne fut pas élu à cette assemblée (dont il désapprouvait même l'idée). Il fut cependant commissaire chargé d'aider l'exécutif à organiser l'assemblée.
Si William Cuffay n'était pas le premier ni le seul militant noir au sein des mouvements britanniques, il fut cependant le premier à être attaqué spécifiquement sur cet aspect. Une grande campagne de presse (Times, Illustrated London News ou le Punch de Thackeray, etc.) fut orchestrée sur ce thème. L'épouse de Cuffay en fut une victime collatérale : elle perdit son emploi de domestique.

### Arrestation et bagne
Le 15 août 1848, un complot (supposé) amena à l'arrestation de onze « conspirateurs » à la taverne de l’Orange Tree près de Holborn. Trois jours plus tard, William Cuffay était arrêté à son tour, en connexion avec les premières interpellations. On lui reprochait de présider l’Ulterior Committee (Comité ultérieur, composé de militants irlandais) qui prévoyait une insurrection commençant par l'incendie de plusieurs bâtiments officiels londoniens. Cuffay ne semble pas avoir fait partie des organisateurs du complot et il n'aurait présidé le comité que parce qu'il aurait été choisi en tant que figure tutélaire du chartisme,. Cependant, dans sa mansarde de Soho, il faisait fondre des balles à partir de vieux caractères d'imprimerie. Dans ses cours à la National Land Company, il expliquait le maniement de la pique, la fabrication de balles ainsi que celle de bouteilles de bière remplies de clous et ferraille ou de poudre et térébenthine à lancer sur les forces de l'ordre.
William Cuffay fut jugé le 30 septembre. Il commença par récuser, sans succès, le jury, exigeant d'être jugé par ses pairs et non par des boutiquiers et membres des professions libérales. Les témoins à charge étaient des policiers infiltrés dans le mouvement. Il fut condamné à la déportation à perpétuité. Après 103 jours de mer à bord du navire-prison L'Adélaïde, il arriva le 29 novembre 1849 au bagne d'Hobart en Terre de Van Diemen. Il y fut autorisé à travailler comme tailleur,.
En 1853, grâce à une souscription chartiste, sa femme Mary put le rejoindre. William Cuffay fut d'abord pardonné en 1855 puis gracié le 19 mai 1856, mais manquant de moyens, il dut rester en Tasmanie. Il reprit ses activités politiques, luttant par exemple toujours contre le Master and Servant Act. Un de ses derniers discours en 1866 à Hobart s'adressait à « ses frères esclaves »,.
Réduit à la misère, il entra à l'asile pour pauvres de Tasmanie, le workhouse Brickfields Asylym en octobre 1869. Il y mourut le 29 juillet de l'année suivante et fut enterré le 2 août,,.